# Quiosco de Canaletas

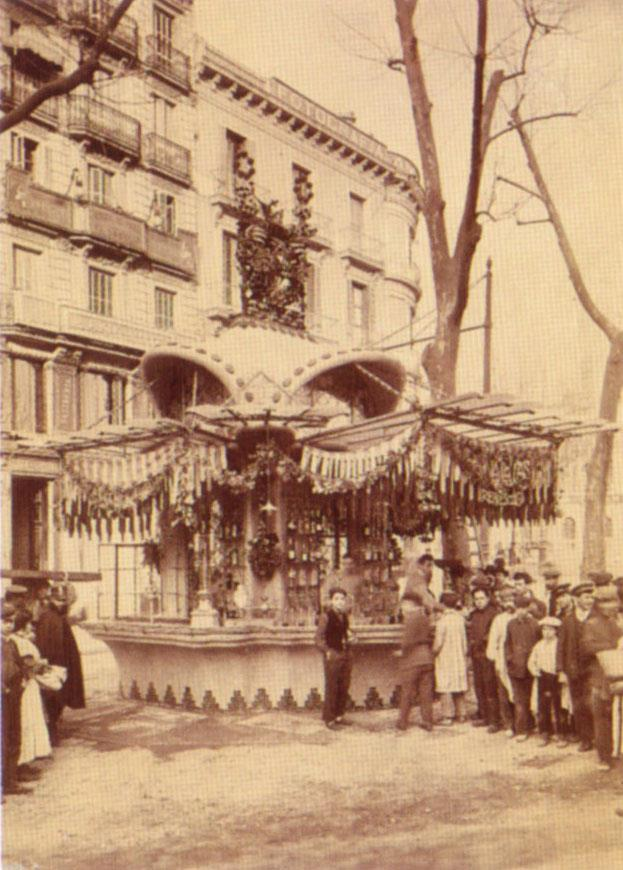
Quiosco de Canaletas (1908).

El quiosco de Canaletas (en catalán: quiosc de Canaletes) fue un popular establecimiento de bebidas situado en la parte superior de la Rambla de Canaletas, cerca de la plaza de Cataluña, en Barcelona. Construido en 1878 y remodelado en diversas ocasiones, fue derribado en 1951.

## Historia
El responsable del proyecto original fue Antoni Rovira i Trias, director de Edificaciones y Ornamentación del Ayuntamiento de Barcelona, cargo desde el que impulsó el desarrollo y mejora del mobiliario urbano en la ciudad, un ámbito hasta entonces no desarrollado y que comenzaba a despuntar gracias al ejemplo de ciudades europeas como París. Rovira fue el primero en poner un especial empeño en aunar estética y funcionalidad para este tipo de aderezos urbanos; hasta el año de su fallecimiento, en 1889, fue el responsable de una gran cantidad de productos instalados en la vía pública. Entre ellos, en 1875 diseñó una mesa de hierro y palastro para la venta de flores en la Rambla, ubicación en la que dos años más tarde proyectó un quiosco de madera para bebidas, construido en 1877.

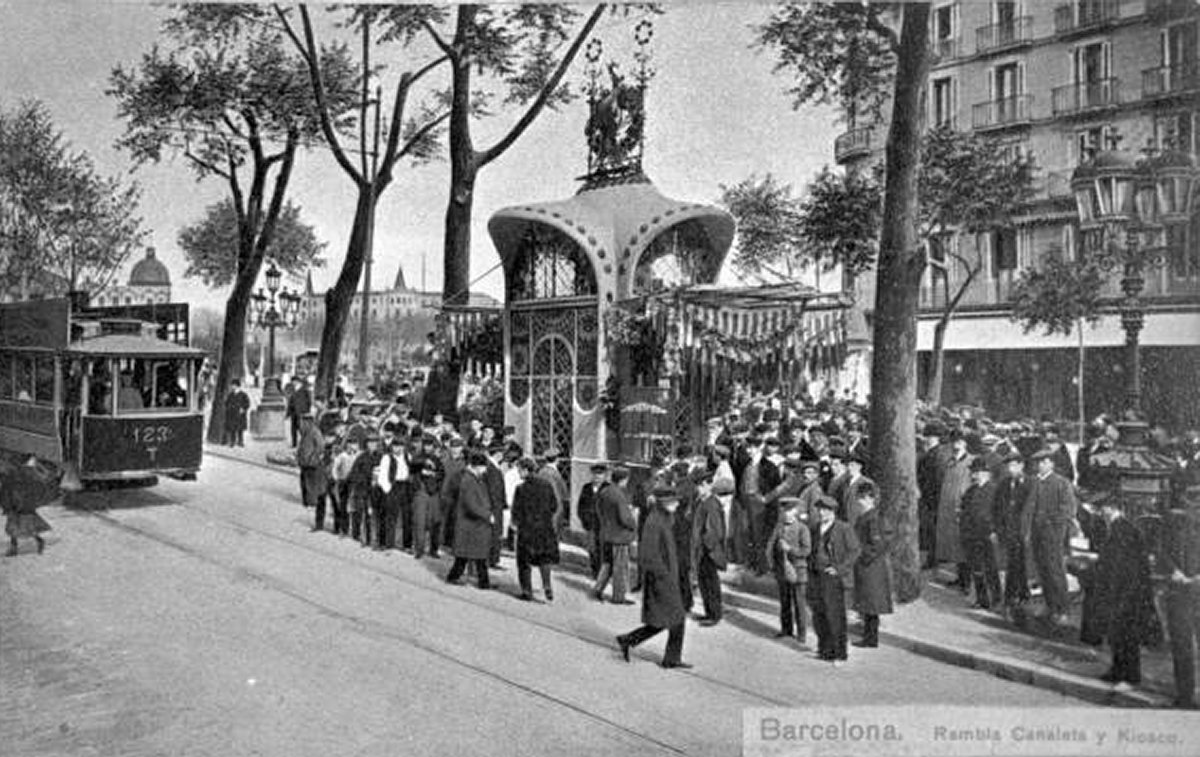
El quiosco en 1909.

El propietario del quiosco era Fèlix Pons, quien regentaba desde 1860 una barraca de refrescos en el Pla de la Boqueria, en el tramo central de la Rambla, y que trasladó el negocio más arriba, al tramo inicial de la Rambla tocando con la plaza de Cataluña.
Este primer quiosco de madera fue sustituido en 1890 por otro diseñado por Pedro Falqués, sucesor de Rovira como director de Edificaciones y Ornamentación. Un año antes, Falqués había instalado junto al quiosco la famosa fuente de Canaletas, que con el tiempo se convirtió en un icono de la ciudad.
El quiosco cobró fama en el transcurso del cambio de siglo, y entre 1901 y 1916 tuvo su período de máximo esplendor, en una etapa regentada por Esteve Sala, futuro presidente del Futbol Club Barcelona. En aquella época el lugar comenzaba a ser frecuentado por los hinchas del Barça, como ocurre hoy día con las celebraciones en la fuente de Canaletas, por lo que la gran afluencia de público conllevó el éxito comercial del quiosco. En 1908 el quiosco fue nuevamente remodelado y ampliado, con un proyecto en estilo modernista de Josep Goday. Más adelante, sufrió una nueva remodelación en estilo novecentista, a cargo de Antoni Utrillo.
El quiosco fue derribado en 1951 por orden del alcalde Antonio María Simarro, con la excusa de convertir la Rambla en una vía rápida, proyecto que no llegó a realizarse, aunque la principal razón fue la vinculación del lugar con los hinchas del Barça y, por extensión, con el catalanismo.